# Хелмерс, Ян Фредерик
Ян Фредерик Хелмерс (нидерл. Jan Frederik Helmers; 7 марта 1767 — 26 февраля 1813) — нидерландский поэт.
Сведений о его жизни практически нет: известно лишь, что он родился в Амстердаме и занимался торговлей, но затем переключился на занятия поэзией. Большую часть своих произведений написал в последний период жизни.
В своих самых первых стихах выражал восхищение Возрождением и Вольтером. Его ранние поэмы, «Ночь» (1788) и «Сократ» (1790), критиками были оценены как скучные и слишком сентиментальные, но после 1805 года он совместно со своим шурином Корнелисом Лоотсом (1765—1834) решил для поднятия национального духа начать писать патриотические стихотворения; первоначально, в 1801 году, он даже написал гимн в честь Наполеона Бонапарта, но вскоре стал ярым противником французского господства в Нидерландах. Его двухтомник стихов «Стихи» (1809—1810), а особенно его крупная работа «Голландский народ» («De Hollandsche natie»), поэма в шести песнях (1812, переиздана в 1821 году), прославляющая дух народа, встретили тёплый приём и пользовались большим успехом. Этому он был обязан в первую очередь яркой патриотической направленностью своих работ и подходящему моменту, выразив в стихах протест против французской оккупации страны. Его поэма была запрещена оккупационными властями, а сам он приговорён к тюремному заключению, но умер при невыясненных обстоятельствах в день, когда его должны были арестовать.
Посмертное издание его стихов было издано в 1815 году, в 1884 году переизданы. В его честь названо несколько улиц в Амстердаме.
- Эта статья (раздел) содержит текст, взятый (переведённый) из одиннадцатого издания «Британской энциклопедии», перешедшего в общественное достояние.